# Kretisches Meer
Koordinaten: 35° 52′ 58″ N, 24° 57′ 28″ O
Das Kretische Meer (griechisch Κρητικό Πέλαγος [kriti'kɔ ˈpelaɣos], n. sg.) ist ein Teil des Mittelmeeres, es erstreckt sich nördlich der Insel Kreta, zwischen den Inseln des Dodekanes, mit Kasos und Karpathos, im Osten, den Kykladen im Norden und Kythira im Westen. Die angrenzenden Meere sind das Karpathische Meer, das Myrtoische Meer und die Ägäis.
Viele Fährlinien von und nach Piräus sowie nach Kreta und zu den südlichen Inseln des Dodekanes, und zu den südlichen Ägäischen Inseln durchziehen das Becken.

## Häfen
An der Küste des Kretischen Meeres liegen einige wichtige Hafenstädte Griechenlands:
auf Kreta (von Westen nach Osten):
- Kastelli-Kissamos
- Chania
- Souda
- Rethymno
- Iraklio
- Agios Nikolaos
- Sitia

auf weiteren Inseln:
- Kasos (Fry)
- Anafi
- Santorin

## Buchten
Bedeutende Buchten befinden sich vor allem auf Kreta:
- Bucht von Chania
- Bucht von Souda, einer der tiefsten natürlichen Häfen des Mittelmeeres
- Bucht von Almyros
- Bucht von Mirabello

## Geologie
Der Übergang aus dem Kretischen Meer ins Libysche Meer erfolgt durch die Meerengen von Kythira (Steno Kythiron) im Westen und die Meerenge von Kasos (Steno Kasou) im Osten. der Meeresboden ist Teil der Ägäischen Platte. Südlich von Kreta schiebt sich die Afrikanische Platte unter sie, so dass sie noch zur Subduktionszone gehört und relativ häufig von Erdbeben erschüttert wird. Die Minoische Eruption hatte zuletzt vor ca. 3600 Jahren zu heftigen Tsunamis geführt, die möglicherweise zum Untergang der Minoischen Kultur beitrug.